# Changba, Gansu
Changba är en köping i nordvästra Kina. Den ligger i Kang härad i staden Longnan i provinsen Gansu, omkring 330 kilometer sydost om provinshuvudstaden Lanzhou. Antalet invånare är 12 488. Befolkningen består av 5 778 kvinnor och 6 710 män. Barn under 15 år utgör 16,0 %, vuxna 15-64 år 72 %, och äldre över 65 år 11,0 %.